# Marino (vino)
Il Marino è un vino bianco DOC della Provincia di Roma, che trae nome dall'omonima cittadina di Marino, nell'area dei Castelli Romani.

## Caratteristiche organolettiche
- Colore: dal giallo paglierino al paglierino scarico.
- Odore: vinoso e delicato.
- Sapore: secco o abboccato o amabile o dolce, caratteristico, fruttato.

## Tipologie
- Bianco: da uve di Malvasia bianca di Candia e Malvasia Rossa per un totale di almeno il 50% e titolo alcolometrico 10,5%;
- Bianco Superiore: da uve di Malvasia bianca di Candia e Malvasia Rossa per un totale di almeno il 50% e titolo alcolometrico 12%;
- Bianco Frizzante e Spumante: da uve di Malvasia bianca di Candia e Malvasia Rossa per un totale di almeno il 50% e titolo alcolometrico 10,5%;
- Bianco Vendemmia Tardiva e Passito: da uve di Malvasia bianca di Candia e Malvasia Rossa per un totale di almeno il 50% e titolo alcolometrico 15%;
- Classico: da uve di Malvasia bianca di Candia e Malvasia Rossa per un totale di almeno il 50% e titolo alcolometrico 11%;
- Classico Superiore: da uve di Malvasia bianca di Candia e Malvasia Rossa per un totale di almeno il 50% e titolo alcolometrico 12%;
- Bellone: da vitigno Bellone e titolo alcolometrico 10,5%;
- Bombino: da vitigno Bombino e titolo alcolometrico 11%;
- Greco: da vitigno Greco e titolo alcolometrico 10,5%;
- Malvasia del Lazio: da vitigno Malvasia del Lazio e titolo alcolometrico 11%;
- Trebbiano Verde: da vitigno Trebbiano e titolo alcolometrico 10,5%.
- Marino spumante

## Storia
Durante il periodo romano, il Marino era noto come Albanum, e già da allora apprezzato e degustato nelle ville dei patrizi romani sui Colli Albani.
Nel 1536 il Sacro Romano Imperatore Carlo V, durante un banchetto allestito in occasione della sua visita a Roma, bevve del vino di Marino dando un giudizio positivo.
La vitivinicoltura ha sempre rappresentato la principale attività economica di Marino e dei marinesi: spesso veniva invocata l'intercessione della Madonna del Rosario detta "del Popolo", Immagine miracolosa custodita in una cappella laterale della Basilica di San Barnaba o dello stesso San Barnaba sulla vendemmia.
Nel 1898 le cronache dei giornali dell'epoca registrano tumulti a Marino, in seguito ad una devastante grandinata: il Governo dovette inviare nella cittadina il sottoprefetto con un reparto di Carabinieri a cavallo per riportare l'ordine.
Dal 1904 vennero concepite le Feste Castromenie, per sponsorizzare il vino marinese nell'ambito dell'Ottobrata romana. Nel 1924, per iniziativa del poeta romanesco di origini marinesi Leone Ciprelli, venne festeggiata la prima Sagra dell'Uva nel giorno delle festa della Madonna del Rosario, la prima domenica d'ottobre: in fondo il vino, Marino e la Vergine del Rosario erano da secoli collegati fra loro. Il sacro ed il profano si unirono così in una festa che ancora oggi attira migliaia di persone, ed è caratterizzata dal famoso "miracolo delle fontane che danno vino".

## Abbinamenti gastronomici
Con i piatti tipici della cucina romana. Si consiglia con piatti a base di pesce e con gli antipasti:
- bagnet verd: acciughe dissalate in salsa verde [6]
- acciughe sotto sale, dissalate e poste sott'olio
- pasta d'acciughe

## Produzione
Provincia, stagione, volume in ettolitri
- Roma  (1990/91)  88530,0
- Roma  (1991/92)  77397,01
- Roma  (1992/93)  72297,38
- Roma  (1993/94)  87783,43
- Roma  (1994/95)  43836,29
- Roma  (1995/96)  48262,8